# Казимир Функ
Функ Казимир (Казимеж) (23 лютого, 1884, Варшава — †19 листопада, 1967, Нью-Йорк) — американський біохімік польського походження.

## Біографія
Закінчив хімічний факультет Бернського університету (1904). Працював в Пастерівському інституті в Парижі (1904—1906), Берлінському університеті (1906-07 і 1909-11), в Лістеровському інституті (1911—1912) і раковому клінічному дослідницькому інституті (1913—1915) в Лондоні, потім в фармацевтичній фірмі в США, де викладав також у Колумбійському університеті. У 1923-27 керував Біохімічним відділенням Варшавської школи гігієни і Рокфеллерівського фонду у Варшаві. У 1928-39 очолював лабораторію в Парижі і одночасного (з 1936) був консультантом Інституту вітамінів у Нью-Йорку. З 1939 — у США; з 1953 президент наукового фонду Функа.

## Наукова діяльність
Основні праці присвячені проблем біохімії харчування, вітамінології, хімії гормонів. У 1912 виділив з дріжджів препарат, що виліковує хворобу бері-бері, і ввів у наукове вживання термін «вітаміни» (вважаючи, що всі життєво необхідні харчові чинники є амінами). Досліджуючи цингу, пелагру, рахіт та інші хвороби, обумовлені дефіцитом вітамінів, запропонував для їх позначення термін «авітамінози». Був одним з піонерів в області дослідження гормонів.
Найцінніша праця Функа — «Вітаміни, їх значення для фізіології та патології», що вийшла у Вісбадені в 1914 році німецькою мовою.